# Konstantan
Konstantan je zlitina bakra (57%), niklja (41%), železa (1%) in mangana (1%). Ima veliko električno upornost, ki se s temperaturo malo spreminja ( ~ 0.5 · 10-6 Ω m). Konstantan se uporablja pri izdelavi električnih vezij, električnih grelcih,....